# Chinesisches Auftragsporzellan

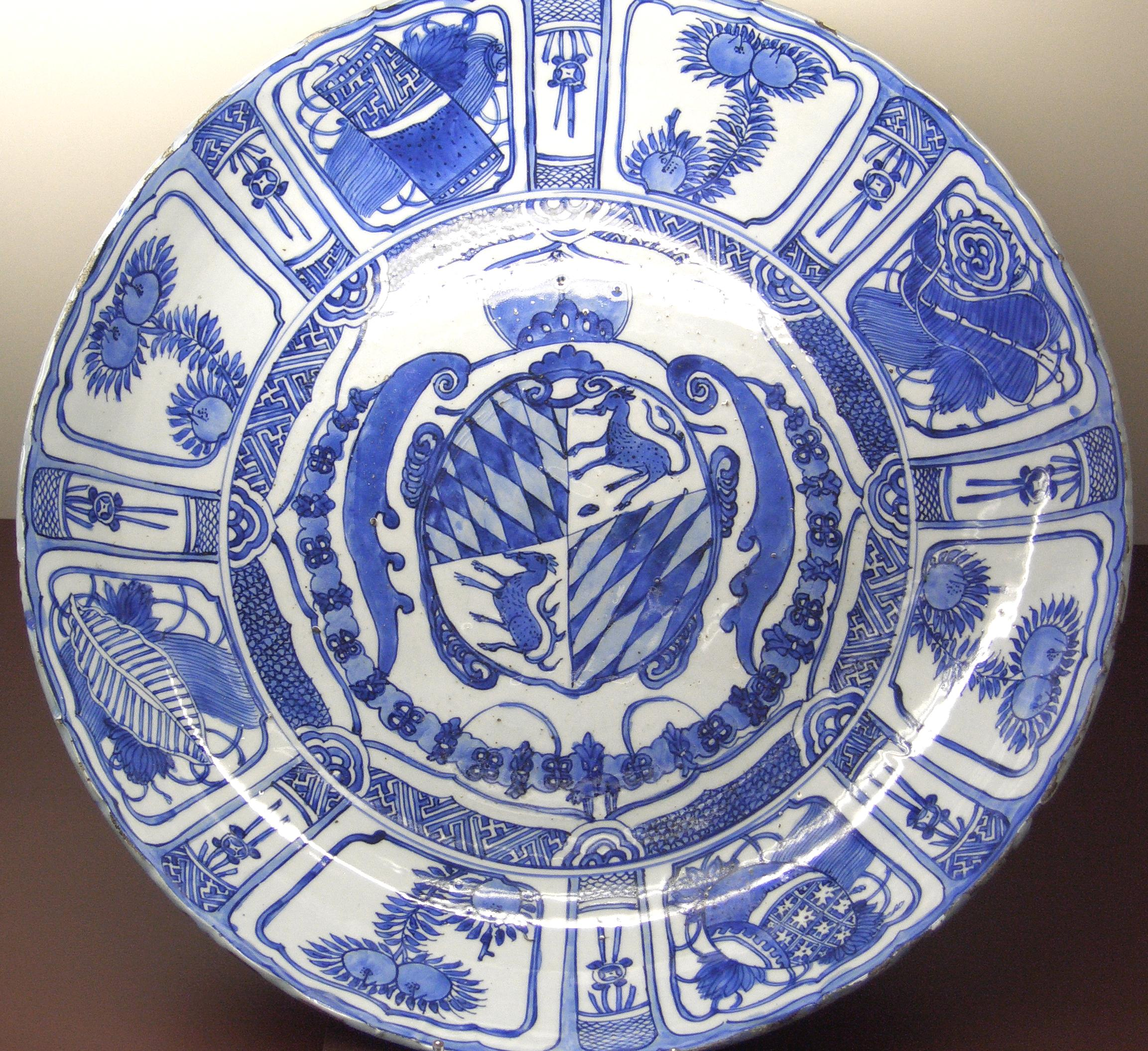
Teller für das Bayerische Herrscherhaus Wittelsbach; Wanli-Zeit

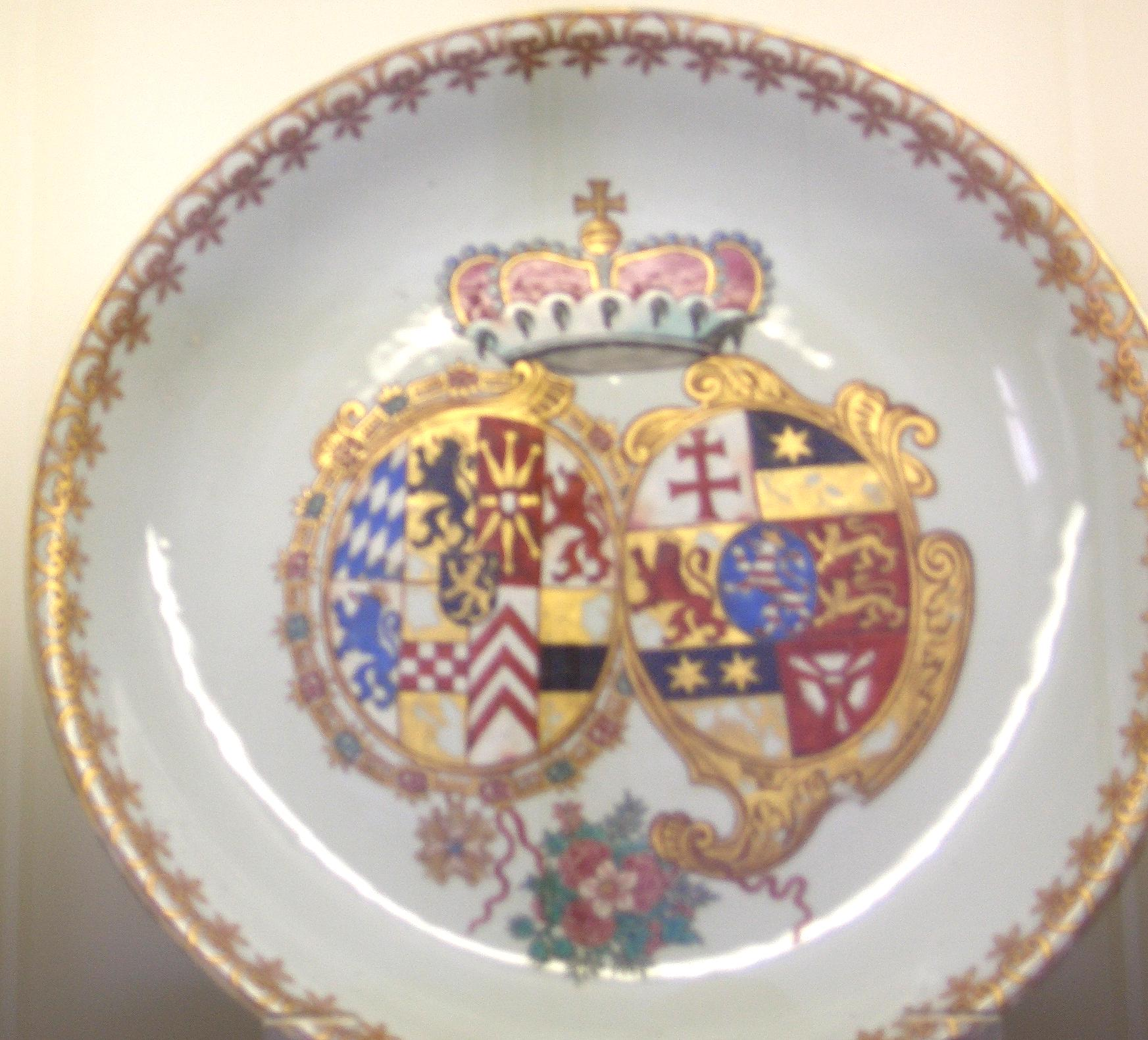
Teller für das Fürstenhaus Pfalz-Sulzbach; Qianlong-Zeit

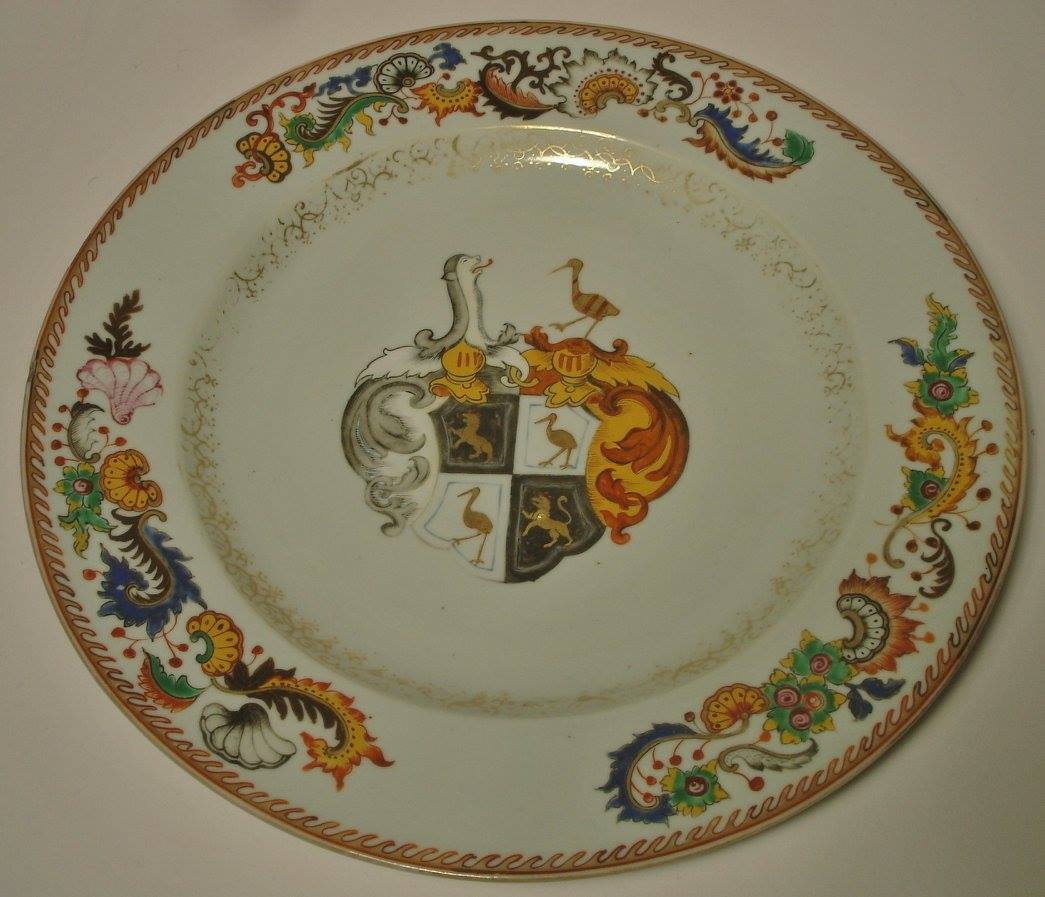
Teller "Chine de commande" - Zweite Hälfte des XVIII Jhdts. Auftrag der Adelsfamilie von Reuß.

Als Chinesisches Auftragsporzellan (frz. Chine de commande, engl. chinese export porcelain) wird ein aus einem anderen Land im Kaiserreich China eigens bestelltes, dort angefertigtes und zum Auftraggeber versandtes Porzellangut bezeichnet. Üblicherweise bezieht sich der Begriff auf den massenhaften Export chinesischen Porzellans nach Europa im 17. und 18. Jahrhundert. Für Indien und den arabischen Raum sind jedoch bereits frühere Stücke überliefert und nach Erlangung ihrer Unabhängigkeit begannen auch die Amerikaner, eigene Dekore in China zu bestellen.

## Geschichte

### Chinesisches Porzellan für den europäischen Markt des 17. und 18. Jahrhunderts
Durch die Handelstätigkeit der großen europäischen Handelskompanien waren Gebrauchs- und Kunstgegenstände aus Porzellan in Europa zu einem begehrten Artikel geworden, die sich in der zweiten Hälfte des 17. Jahrhunderts und dem 18. Jahrhundert (vor allem unter dem Einfluss des immer weiter um sich greifenden Konsums von Tee, Kaffee und Schokolade) zu einer regelrechten Chinamanie steigerte. Anstatt sich auf die Produktion eigener Dekore und Formen zu beschränken, begannen die Chinesen, auch auf direkte Bestellungen hin zu arbeiten. Neben eigens für die Japanische Teezeremonie hergestellten Stücken oder Tellern mit Koran-Inschriften für die islamischen Länder stellten die chinesischen Manufakturen Porzellangut her, das – in der Regel nach eingeschickten Zeichnungen für den Dekor, aber auch nach Musterstücken – dem speziellen Geschmack ihrer europäischen Kunden angepasst war. Besonders seit Beginn des 18. Jahrhunderts lieferten die Chinesen Gebrauchsgegenstände für die herrschaftliche Tafel, die Körperpflege und das Mobiliar an alle größeren Regenten und Adelsgeschlechter Europas. Diese waren zumeist mit dem Wappen der Besteller geschmückt, wofür bei der Bestellung kolorierte Vorzeichnungen nach China geschickt wurden. Solche Wappenservice sind heute auch in Deutschland noch erhalten, etwa das umfangreiche Service mit dem Großen Wappen des preußischen Königshauses, das gegen Mitte des 18. Jahrhunderts mit Schiffen der Preußisch-Asiatischen Kompanie von Kanton nach Europa gelangte. Bei der Auftragsabwicklung konnte es wegen der weiten Entfernung und der beträchtlichen kulturellen Unterschiede zu Problemen kommen. Ein besonderes Kuriosum ist hierbei ein Teller mit dem Wappen der Familie Andros de Guernsey, der dort, wo die eigentlichen Farben verwendet werden sollten, mit den Worten „green, blue, red“ versehen ist. Im Zuge der verstärkten Errichtung von Porzellanmanufakturen in Europa nahm der Porzellanhandel mit China stark ab, so dass die Blütezeit des Chinesischen Auftragsporzellans gegen Ende des 18. Jahrhunderts als beendet gelten kann.

### Exporte in nicht-europäische Länder
Indien und die arabische Welt
Für Indien, dessen Moguln des 16. und 17. Jahrhunderts chinesisches Porzellan offensichtlich sehr schätzten, sind Gefäße im „Mogul-Stil“ überliefert. Mit Persien und den arabischen Ländern betrieben die Chinesen ebenfalls einen schwungvollen Porzellanhandel und es existieren viele Stücke mit kalligraphischen Inschriften und Versen aus dem Koran.
Exporte in die USA
Nach dem Ende des Amerikanischen Unabhängigkeitskrieges begannen die Amerikaner einen eigenen Chinahandel aufzubauen. Während der Import von chinesischem Porzellan vor dem Krieg hauptsächlich über Europa abgewickelt wurde, erreichten 1784 die ersten amerikanischen Schiffe den Hafen Kanton. Unter den von den Amerikanern bestellten Dekoren waren insbesondere das Adlermotiv und die Wappen der einzelnen amerikanischen Bundesstaaten sehr beliebt. Ab dem frühen 19. Jahrhundert wurde Europa von den Vereinigten Staaten als wichtigster Markt für chinesisches Porzellan abgelöst.